# Elena Patroklou
Elena Patroklou (en griego: Ελενα Πατρόκλου, nacido el 27 de enero de 1973 en Nicosia) es una cantante chipriota, más conocida por su participación en el Festival de la Canción de Eurovisión 1991.

## Carrera
Comenzó su carrera musical aprendiendo a tocar guitarra y piano cuando tenía diez años de edad.
Terminó sus estudios musicales en la ciudad de Viena (Austria) y en Chipre y logró recibir su diploma en 1989.

## Eurovisión 1991
Representó a su natal Chipre en el Festival de Eurovisión 1991 celebrado en la ciudad de Roma (Italia), donde interpretó la canción «SOS». Su canción finalizó en el 9.º puesto con 60 puntos.